# Genussrecht
Genussrechte (englisch participation rights, participation certificates, non-voting equity securities) gehören bei emittierenden Unternehmen zum Mezzanine-Kapital und sind Finanzinstrumente, die als schuldrechtlich begründete Finanzierungsmittel mit mitgliedschaftstypischen Vermögensrechten ausgestattet sind. Als Anlageform sind sie entsprechend eine Mischform aus Aktie und Anleihe.

## Allgemeines
Genussrechte gehören wie Nachrangdarlehen (englisch junior debt), Stille Gesellschaften (englisch silent partnership) und Hybridanleihen (englisch hybrid bond) zum Mezzanine-Kapital, einer Mischform aus Eigen- und Fremdkapital. Beteiligte sind der Kapitalgeber (Genussrechteinhaber) und das emittierende Unternehmen als Kapitalnehmer. Als Kapitalgeber von Genussrechten kommen Mitarbeiter des emittierenden Unternehmens im Rahmen der Mitarbeiter-Kapitalbeteiligung, sonstige natürliche Personen oder institutionelle Anleger in Frage. Kapitalnehmer sind alle emissionsfähigen Unternehmen.

## Geschichte

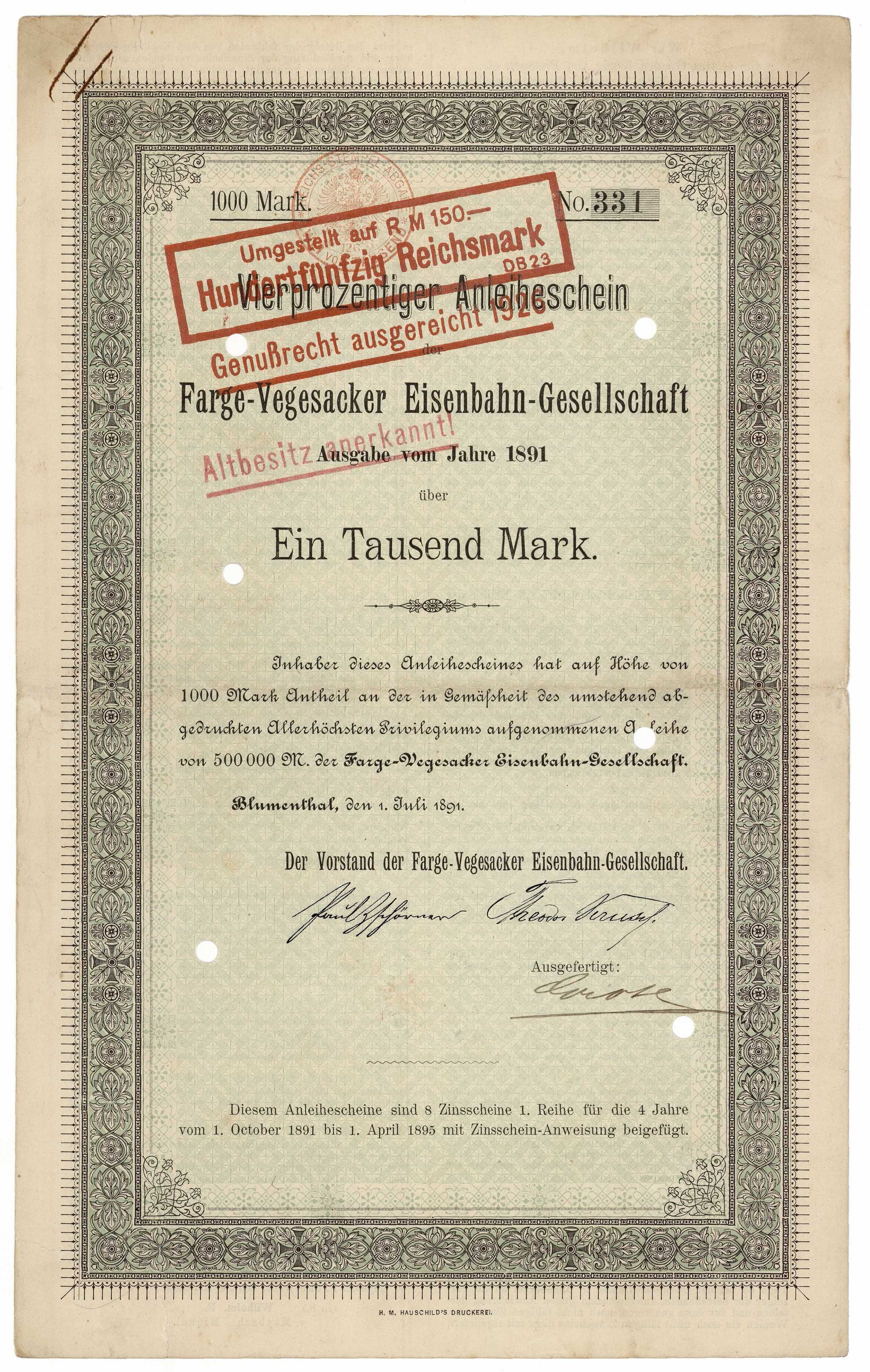
Anleiheschein der Farge-Vegesacker Eisenbahn-Gesellschaft vom 1. Juli 1891 mit Stempelaufdruck Genußrecht ausgereicht 1926.

Genussrechte sind eine deutsche Konstruktion. Eine Besteuerung von Genussrechten in Deutschland wurde im November 1881 bestritten, doch wurde im Juli 1882 eine Besteuerung wie bei Aktien festgelegt. Das Reichsstempelgesetz vom 27. April 1894 bestimmte eine Steuerpflicht für „Genussscheine und ähnliche zum Bezuge eines Anteils an dem Gewinn einer Aktienunternehmung berechtigenden Wertpapiere“. Das Reichsgericht befasste sich erstmals in seinem Urteil vom 3. Dezember 1888 hiermit und definierte Genussscheine als „statutenmäßig vorgesehene und vorgeschriebene von der Auslosung der betreffenden Aktie bedingte Veränderung des in der Aktie verkörperten Anteilsrechts“. Bereits 1898 erschien eine richtungweisende Dissertation über die Rechtsnatur von Genussscheinen von Viktor Klemperer von Klemenau.
Erlangte 1924 der Gesellschafter einer Aktiengesellschaft, Kommanditgesellschaft auf Aktien oder GmbH wegen der Umstellung seiner Gesellschaft auf Goldaktien einen Zahlungsanspruch, so wurde dieser auf Antrag in einen Anspruch auf Inhabergenussscheine umgewandelt. Hier gab es die erste Legaldefinition: „Die Genussscheine gewähren kein Stimmrecht, jedoch einen entsprechenden Anteil am Reingewinn der Gesellschaft und im Falle der Auflösung der Gesellschaft einen Anspruch in bezug auf das zu verteilende Gesellschaftsvermögen“ (§ 12 Satz 2 Goldbilanz-VO). Das durch die Hyperinflation ausgelöste Aufwertungsgesetz vom 16. Juli 1925 gewährte den Altaktionären ein Genussrecht zum Ausgleich des Währungsverfalls. Das AktG vom 30. Januar 1937 griff Genussrechte in § 128 Abs. 2 Nr. 5 auf, der 1965 in § 221 des heutigen AktG übernommen wurde. 1980 begab die Bertelsmann AG als erstes Unternehmen Genussrechte an Mitarbeiter, im Dezember 1983 wurden sie ins erste Vermögensbildungsgesetz als Anlageform aufgenommen. Am 20. Dezember 1984 erfolgte die erstmalige Anerkennung als haftendes Eigenkapital bei Kreditinstituten, im Dezember 1986 folgte die Versicherungswirtschaft.

## Rechtsfragen
Die Grundlagen der Genussrechte finden sich im Schuldrecht. Darüber hinaus werden sie im Handels- und Gesellschaftsrecht zwar erwähnt (etwa § 221 Abs. 3 AktG), jedoch fehlt es an einer Legaldefinition. Der Gesetzgeber wollte damit den Beteiligten Freiheit für die privatrechtliche Gestaltung überlassen. Wegen ihres schuldrechtlichen Charakters können Genussscheine inhaltlich sehr unterschiedlich ausgestaltet werden. Zudem befasst sich das Steuerrecht mit Fragen der steuerlichen Behandlung von Genussrechten.
Um die Fungibilität von Genussrechten zu erhöhen, können sie als Genussscheine verbrieft werden. Nach Art der Verbriefung unterscheidet man Inhaber-, Order- und Namenspapiere oder nicht verbriefte Genussrechte.

### Zivilrecht
Ein Genussrecht ist ein rein schuldrechtliches Kapitalüberlassungsverhältnis. Mit Abschluss des Genussrechtsvertrages verpflichtet sich der Genussrechtsinhaber, dem Genussrechtsemittenten das Genussrechtskapital zur Verfügung zu stellen. Im Gegenzug werden dem Genussrechtsinhaber Vermögensrechte gewährt, die in der Regel auch Gesellschaftern des Emittenten zustehen, wie z. B. eine gewinnabhängige Vergütung, eine Beteiligung am Liquidationserlös oder Optionsrechte. Eine Ausstattung mit Verwaltungsrechten, insbesondere mit Stimmrechten, ist hingegen nicht möglich.
Genussrechte sind eine Beteiligungsform, die ausschließlich in Deutschland, Österreich und der Schweiz (hier: Partizipationskapital) möglich ist. In diesen Rechtsordnungen wird die Existenz des Genussrechts als Beteiligungsform vorausgesetzt (insbesondere im Steuerrecht), aber nicht ausdrücklich der mögliche Inhalt von Genussrechts-Bedingungen geregelt. Andere Rechtsordnungen kennen die Beteiligungsform Genussrecht nicht. Selbst bei einer Rechtswahl in den Beteiligungsbedingungen – die immer nur Wirkungen im Innenverhältnis von Unternehmen zu Anlegern/Investoren zeigt – beurteilt sich das Außenverhältnis zu den anderen Gläubigern des Unternehmens immer nach nationalem Recht.

#### Genussrechtsvertrag
Die Laufzeit der Genussrechts-Beteiligung kann unterschiedlich geregelt werden. Entweder wird ein fixer Beendigungszeitpunkt gewählt oder eine Mindestlaufzeit im Sinne einer Kündigungsausschlussfrist (Ausnahme: thesaurierende Genussrechte, Eingreifen der Verlustbeteiligung).
Der Anleger/Investor wird im Rahmen einer Genussrechts-Beteiligung immer an dem Ergebnis des Unternehmens beteiligt. Bezugsgröße für die Berechnung der Ergebnisbeteiligung kann sowohl das Jahresergebnis (Jahresüberschuss/Jahresfehlbetrag) oder das Bilanzergebnis (Bilanzgewinn/Bilanzverlust) sein. Die Ergebnisbeteiligung hat direkte Auswirkungen auf die Ausschüttungen an den Anleger/Investor und auf die Höhe des Rückzahlungsbetrags.
Die Genussrechts-Bedingungen regeln, unter welchen Voraussetzungen und in welcher Höhe Ausschüttungen erfolgen (sog. Gewinnbeteiligung). Üblicherweise setzen Ausschüttungen auf das Genussrechtskapital einen ausreichenden Jahresüberschuss oder einen Bilanzgewinn voraus. Wenn diese Voraussetzung nicht erfüllt ist, erfolgt für das Geschäftsjahr keine Ausschüttung. Üblich ist jedoch ein Anspruch der Genussrechtsgläubiger auf Nachzahlung ausgefallener Kupons aus den Gewinnen der Folgejahre.
Wesentliches Merkmal von Genussrechten ist die Verlustbeteiligung. Diese Verlustbeteiligung dient gleichzeitig als Abgrenzungskriterium zu anderen Beteiligungsformen wie bspw. einem partiarischen Darlehen. Die Verlustbeteiligung regelt, wie ein etwaiger Jahresfehlbetrag/Bilanzverlust von dem Genussrechtskapital zu tragen ist. Sofern das Unternehmen einen Jahresfehlbetrag in einem Geschäftsjahr erwirtschaftet oder einen Bilanzverlust ausweist, nimmt das Genussrechtskapital an diesem Verlust bedingungsgemäß teil, zumeist im gleichen Verhältnis wie das gesamte verlusttragende haftende Eigenkapital. Der so ermittelte Verlustanteil wird von dem in der Bilanz ausgewiesenen Genussrechtskapital abgezogen. Sofern in den Folgejahren positive Jahresergebnisse erwirtschaftet werden, sind diese regelmäßig zunächst zur Wiederauffüllung der Rückzahlungsansprüche des Genussrechtskapitals bzw. des Buchwertes zu verwenden. Sofern nach einer Verlustbeteiligung die Gewinne der Folgejahre nicht ausreichen, um den von dem Genussrechtskapital zu tragenden Verlustanteil auszugleichen/wiederaufzufüllen, so bekommt der Anleger/Investor zur Endfälligkeit nicht die volle Höhe seines zur Verfügung gestellten Kapitals zurück.

#### Kriterien
Im Genussrechtevertrag werden mindestens folgende Hauptkriterien geregelt. Diese entscheiden letztlich über die Zuordnung des Genussrechtekapitals zum Eigen- oder Fremdkapital des emittierenden Unternehmens.
- Verlustbeteiligung: Der Genussrechteinhaber kann sowohl am laufenden Verlust des emittierenden Unternehmens als auch an einem etwaigen Liquidationsverlust beteiligt werden.[4] Diese Verluste werden mit dem Nominalwert des Genussrechtskapitals verrechnet.
- Gewinnabhängigkeit: Das Genussrechtskapital kann von der aktuellen Gewinnsituation des Kapitalnehmers abhängig sein, wobei der Jahresüberschuss als Maßgröße gilt. Vergütungen hieraus können wie die Dividende an den Genussrechteinhaber ausgeschüttet werden.
- Nachhaltigkeit der Kapitalüberlassung: Genussrechtskapital soll dem kapitalnehmenden Unternehmen dauerhaft zur Verfügung stehen.[5] Das ist auch bei echtem Eigenkapital der Fall, denn dieses darf außerhalb einer Liquidation nicht zurückgezahlt werden. Dennoch sind Laufzeiten bei Genussrechtskapital üblich. Dabei ist zu unterscheiden, ob der Rückzahlungsanspruch des Kapitalgebers vor oder erst im Rahmen der Liquidation des Kapitalnehmers möglich ist.[6] Eine unbefristete Laufzeit liegt nur bei Rückzahlungsansprüchen im Rahmen der Liquidation vor. Befristete Laufzeiten schwächen den Eigenkapital-Charakter ebenso wie ein Kündigungsrecht des Genussrechteinhabers.
- Nachrangabrede: Ein Rangrücktritt des Genussrechtskapitals kann zugunsten der echten Gläubiger und/oder bis zum Eintritt von Liquidation / Insolvenz des Kapitalnehmers ausgesprochen werden. Hierin kommt der Eigenkapital-Charakter des Genussrechtskapitals zum Ausdruck.

Es ist bei der Vielzahl der Ausgestaltungsmöglichkeiten zu prüfen, ob der Emittent eine Verpflichtung zur Rückzahlung übernimmt (puttable instruments) oder ob Genussrechte lediglich mit einem Kündigungsrecht des Emittenten ausgestattet sind. Eine bedingte Rückzahlungsverpflichtung erst bei Liquidation führt zur Einordnung als Eigenkapital, eine unbedingte ist als Fremdkapital auszuweisen.

### Handels- und Gesellschaftsrecht
Im Handels- und Bilanzrecht ist nach herrschender Meinung die materielle Eigenkapitalabgrenzung (Funktion des Kapitals) und nicht die zivilrechtliche Überlassungsform (formeller Eigenkapitalbegriff) maßgebend. Da der Genussrechteinhaber nicht am gezeichneten Kapital des emittierenden Unternehmens beteiligt ist, besteht keine Mitgliedschaft.
Liegen alle für die Eigenkapitalqualifikation notwendigen Kriterien vor, wird das Genussrechtskapital erfolgsneutral mit dem vereinnahmten Betrag im Eigenkapital passiviert. Der Ausweis erfolgt in Anwendung des § 265 Abs. 5 HGB in einer separaten Position innerhalb der Bilanzposition „Eigenkapital“ (§ 266 Abs. 3 A HGB). Genussrechtskapital mit Fremdkapitalcharakter ist nach § 266 Abs. 3 C HGB als „Verbindlichkeiten“ mit dem Gliederungsposten „Genussrechtskapital“ zu passivieren.
Genussrechte sind im Regelfall als bilanzielle Verbindlichkeiten nach IAS 32.11 einzustufen, wenn eine Rückzahlungsverpflichtung vorliegt. Sie sind damit Fremdkapital nach IAS 32.16(a) und 32.17. Ein Ausweis als Eigenkapital kommt ausnahmsweise in Frage, wenn sie den Vorzugsaktien angenähert sind, keine Rückzahlungsvereinbarung enthalten (perpetual) und kein Kündigungsrecht des Kapitalgebers beinhalten.

### Banken und Versicherungen
Bei Versicherungen (§ 214 Abs. 1, 2 und 4 VAG) können Genussrechte bei bestimmter Ausgestaltung als regulatorisches Eigenkapital anerkannt werden. Es werden folgende Merkmale vorausgesetzt:
- Volle Beteiligung an Verlusten und aussetzen der Zinszahlung im Verlustfall
- Eine Nachrangabrede
- Eine für den Genussrechteinhaber unkündbare Mindestlaufzeit von 5 Jahren
- Einhaltung bestimmter Nachweispflichten.

Bei Kreditinstituten kam neben diesen Voraussetzungen nach § 10 Abs. 5, 6 Satz 1 Nr. 6 KWG a.F. noch hinzu, dass das Genussrechtskapital keine Besserungsabreden enthalten darf, nach denen der durch Verluste ermäßigte Rückzahlungsanspruch durch Gewinne, die nach Fälligkeit des Rückzahlungsanspruchs entstehen, wieder aufgefüllt wird (siehe Eigenmittel (Kreditinstitut)).

### Steuerrecht
Nach § 8 Abs. 3 Satz 2 KStG sind die Genussrechtsvergütungen Bestandteil des körperschaftsteuerlichen Gewinns des Emittenten, wenn das Genussrecht eine Beteiligung am Gewinn und am Liquidationserlös des Emittenten gewährt. In diesem Fall liegen so genannte sozietäre Genussrechte vor. Sofern keine Beteiligung am Gewinn und/oder keine Beteiligung am Liquidationserlös gewährt wird, können die Vergütungen beim Emittenten von der körperschaftsteuerlichen Bemessungsgrundlage abgezogen werden. Sind die Genussrechte derart ausgestaltet, so wird von obligationenartigen Genussrechten gesprochen.

## Wirtschaftliches Eigenkapital
Falls das Genussrechtskapital formal als Fremdkapital bilanziert werden muss, kommt für Ratingzwecke beim kapitalnehmenden Unternehmen eine Klassifizierung als wirtschaftliches Eigenkapital in Frage. Internationale Ratingagenturen erkennen hybride Finanzierungsformen wie Genussrechte ganz oder teilweise als wirtschaftliches Eigenkapital an. Dabei wird vorausgesetzt, dass eine lange Laufzeit und/oder eine hohe Verlustbeteiligung vorliegen. Die Zuordnung der Genussrechte zum Eigen- oder Fremdkapital entfaltet nämlich Signalwirkung für die externen Adressaten des Jahresabschlusses. Je höher die Risikoübernahme des Genussrechteinhabers ist, desto größer ist der Eigenkapitalcharakter des Genussrechtskapitals und umgekehrt. Bei mindestens 5-jähriger Laufzeit des Genussrechts kann vom wirtschaftlichen Eigenkapital-Charakter des Genussrechtskapitals ausgegangen werden. Eine längere Laufzeit erhöht den Charakter als wirtschaftliches Eigenkapital.